# Subdiviziunile Canadei

Harta evoluției actualelor diviziuni administrative ale Canadei, de la obținerea statutului de independență (1 iulie 1867 – prezent).

Împreună, subdiviziunile Canadei (cele zece provincii și trei teritorii) formează întinderea celui de-al doilea stat ca suprafață din lume. Prin comparație cu teritoriile, provinciile se bucură de o mai mare autonomie din partea guvernului federal.

## Provincii
| Steag | Stemă | Provincie               | Abreviere poștală | Capitală        | Cel mai mare oraș (după populație) | Aderare la Confederație | Populație (martie 2011) | Suprafață: uscat (km2) | Suprafață: apă (km2) | Suprafață: total (km2) | Limbi oficiale   | Parlamentul federal: deputați | Parlamentul federal: senatori |
| ----- | ----- | ----------------------- | ----------------- | --------------- | ---------------------------------- | ----------------------- | ----------------------- | ---------------------- | -------------------- | ---------------------- | ---------------- | ----------------------------- | ----------------------------- |
|       |       | Ontario                 | ON                | Toronto         | Toronto                            | 1 iulie, 1867           | 12,851,821              | 917,741                | 158,654              | 1,076,395              | engleză          | 106                           | 24                            |
|       |       | Quebec                  | QC                | Ville de Québec | Montreal                           | 1 iulie, 1867           | 7,903,001               | 1,356,128              | 185,928              | 1,542,056              | franceză         | 75                            | 24                            |
|       |       | Noua Scoție             | NS                | Halifax         | Halifax                            | 1 iulie, 1867           | 921,727                 | 53,338                 | 1,946                | 55,284                 | engleză          | 11                            | 10                            |
|       |       | Noul Brunswick          | NB                | Fredericton     | Saint John                         | 1 iulie, 1867           | 751,171                 | 71,450                 | 1,458                | 72,908                 | engleză franceză | 10                            | 10                            |
|       |       | Manitoba                | MB                | Winnipeg        | Winnipeg                           | 15 iulie, 1870          | 1,208,268               | 553,556                | 94,241               | 647,797                | engleză,         | 14                            | 6                             |
|       |       | Columbia Britanică      | BC                | Victoria        | Vancouver                          | 20 iulie, 1871          | 4,400,057               | 925,186                | 19,549               | 944,735                | engleză          | 36                            | 6                             |
|       |       | Insula Prințului Edward | PE                | Charlottetown   | Charlottetown                      | 1 iulie, 1873           | 140,204                 | 5,660                  | 0                    | 5,660                  | engleză          | 4                             | 4                             |
|       |       | Saskatchewan            | SK                | Regina          | Saskatoon                          | 1 septembrie, 1905      | 1,033,381               | 591,670                | 59,366               | 651,036                | engleză          | 14                            | 6                             |
|       |       | Alberta                 | AB                | Edmonton        | Calgary                            | 1 septembrie, 1905      | 3,645,257               | 642,317                | 19,531               | 661,848                | engleză          | 28                            | 6                             |
|       |       | Terranova și Labrador   | NL                | St. John's      | St. John's                         | 31 martie, 1949         | 514,536                 | 373,872                | 31,340               | 405,212                | engleză          | 7                             | 6                             |

### Capitalele provinciilor

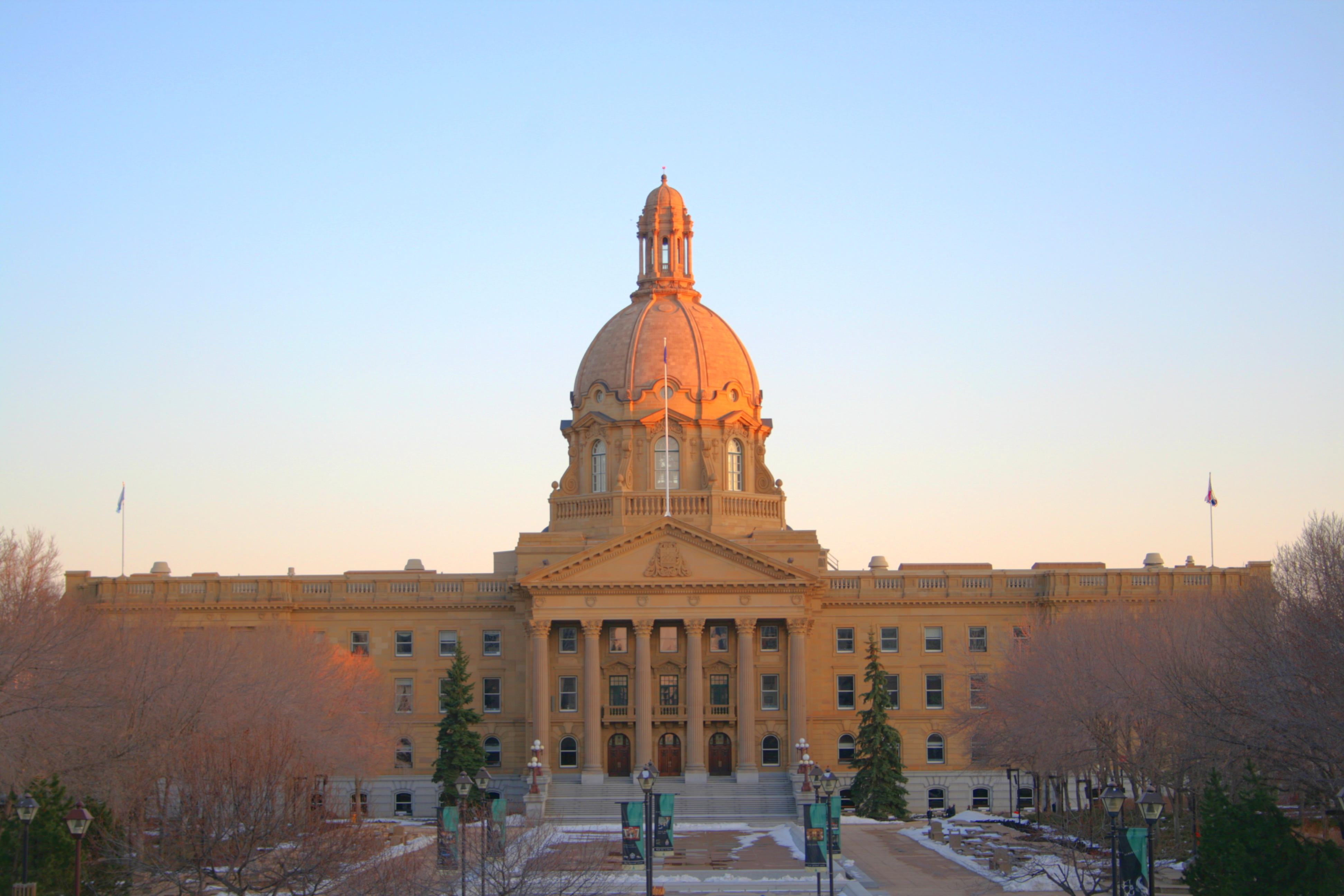
Adunarea Legislativă din Alberta
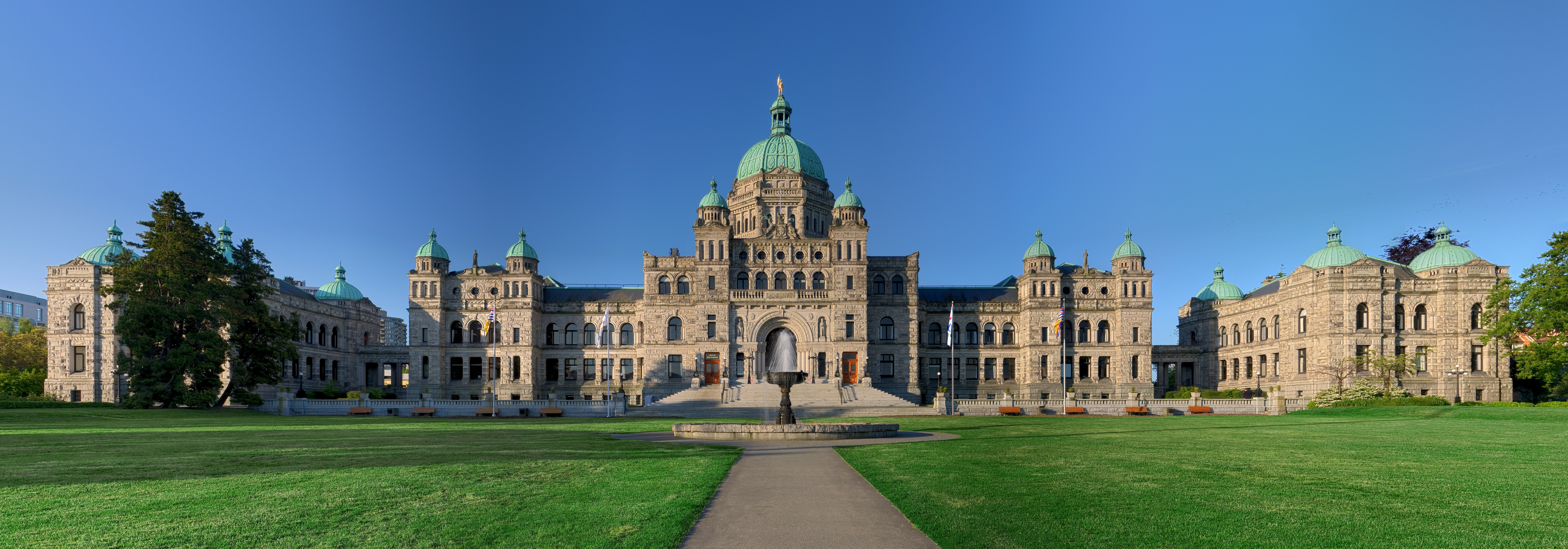
Adunarea Legislativă din Columbia Britanică
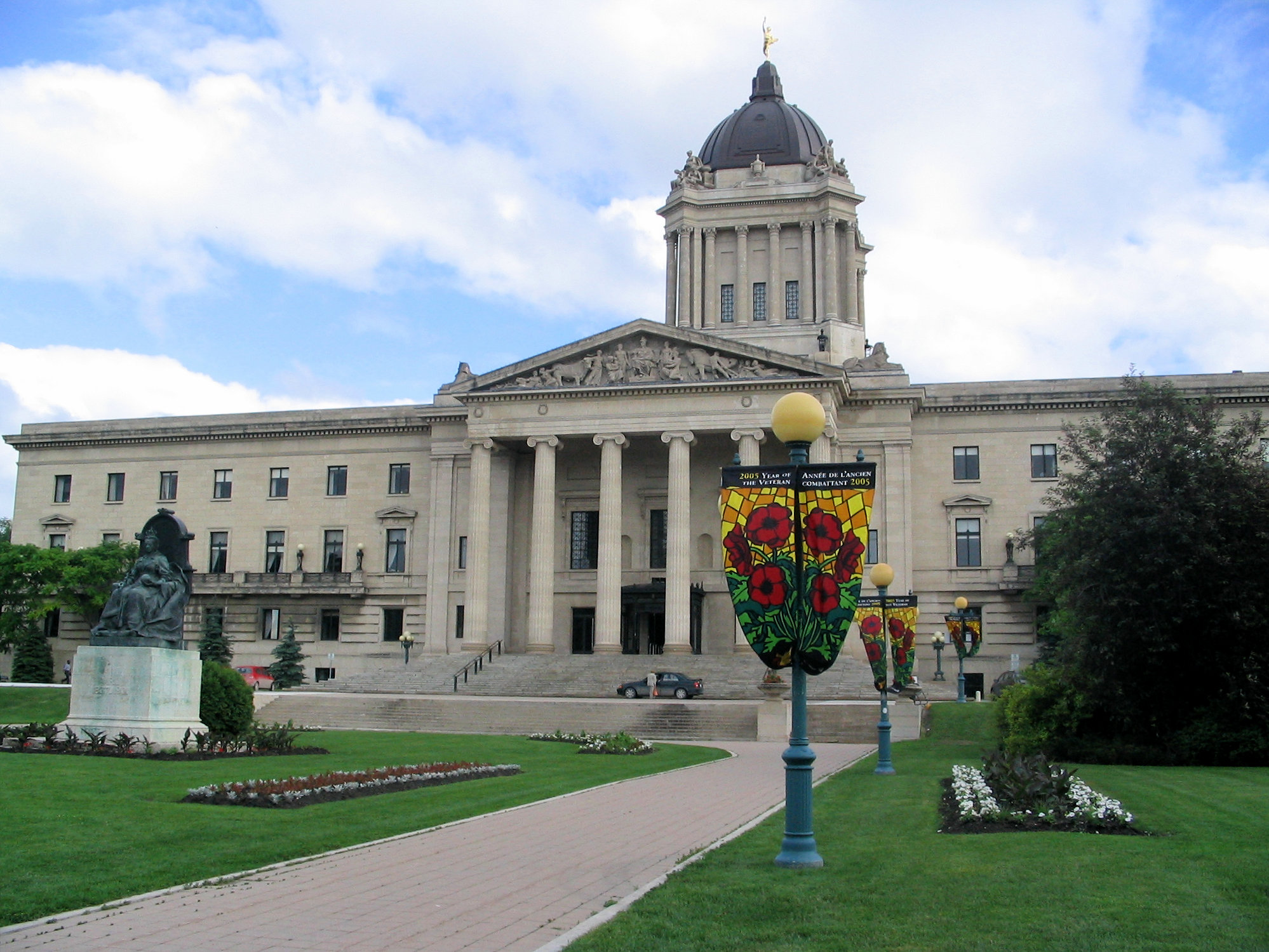
Adunarea Legislativă din Manitoba
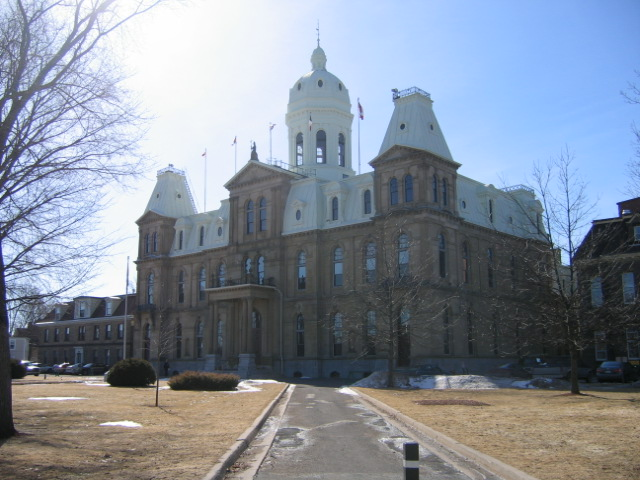
Adunarea Legislativă din Noul Brunswick
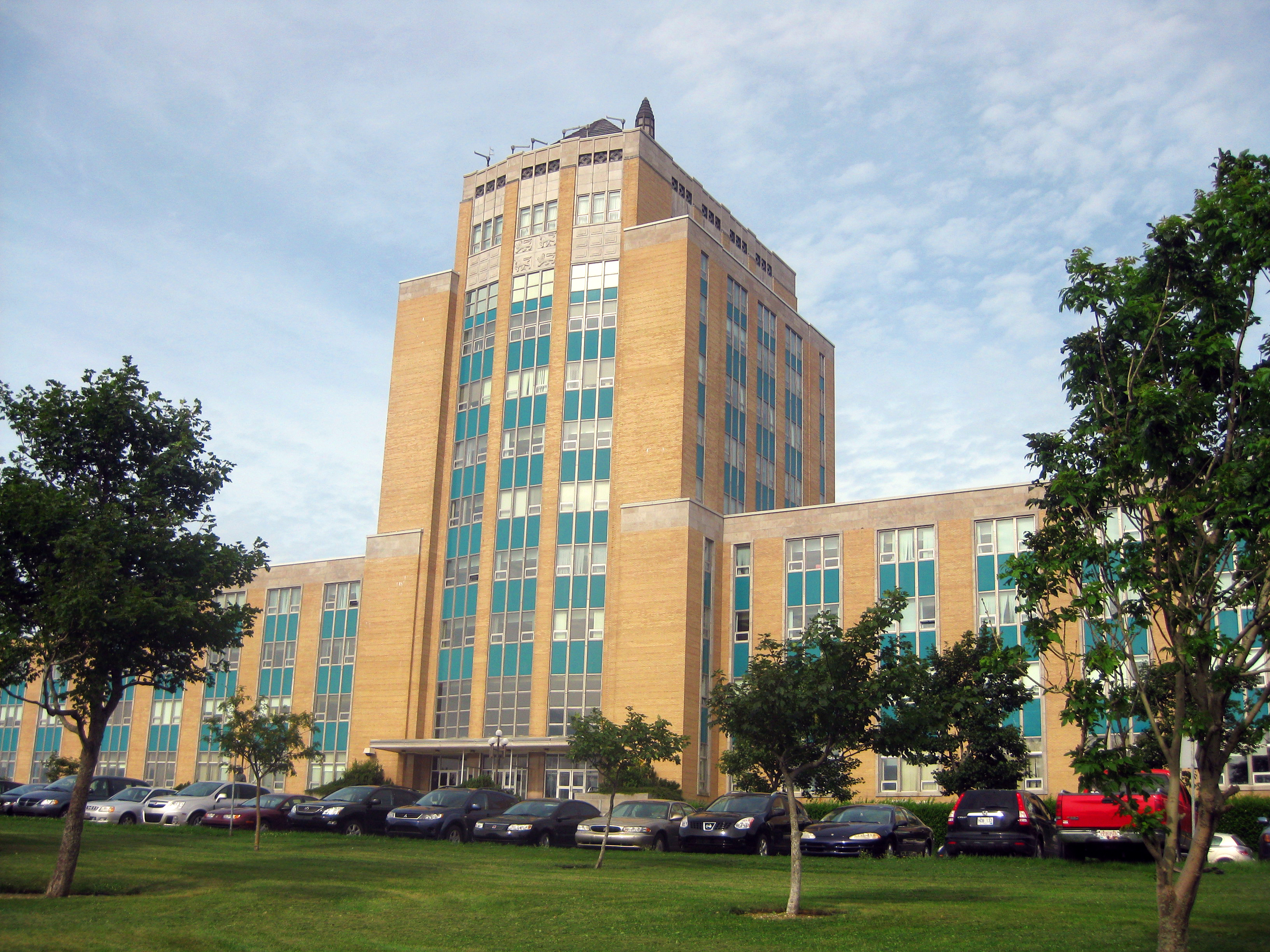
Casa de Adunare din Newfoundland și Labrador
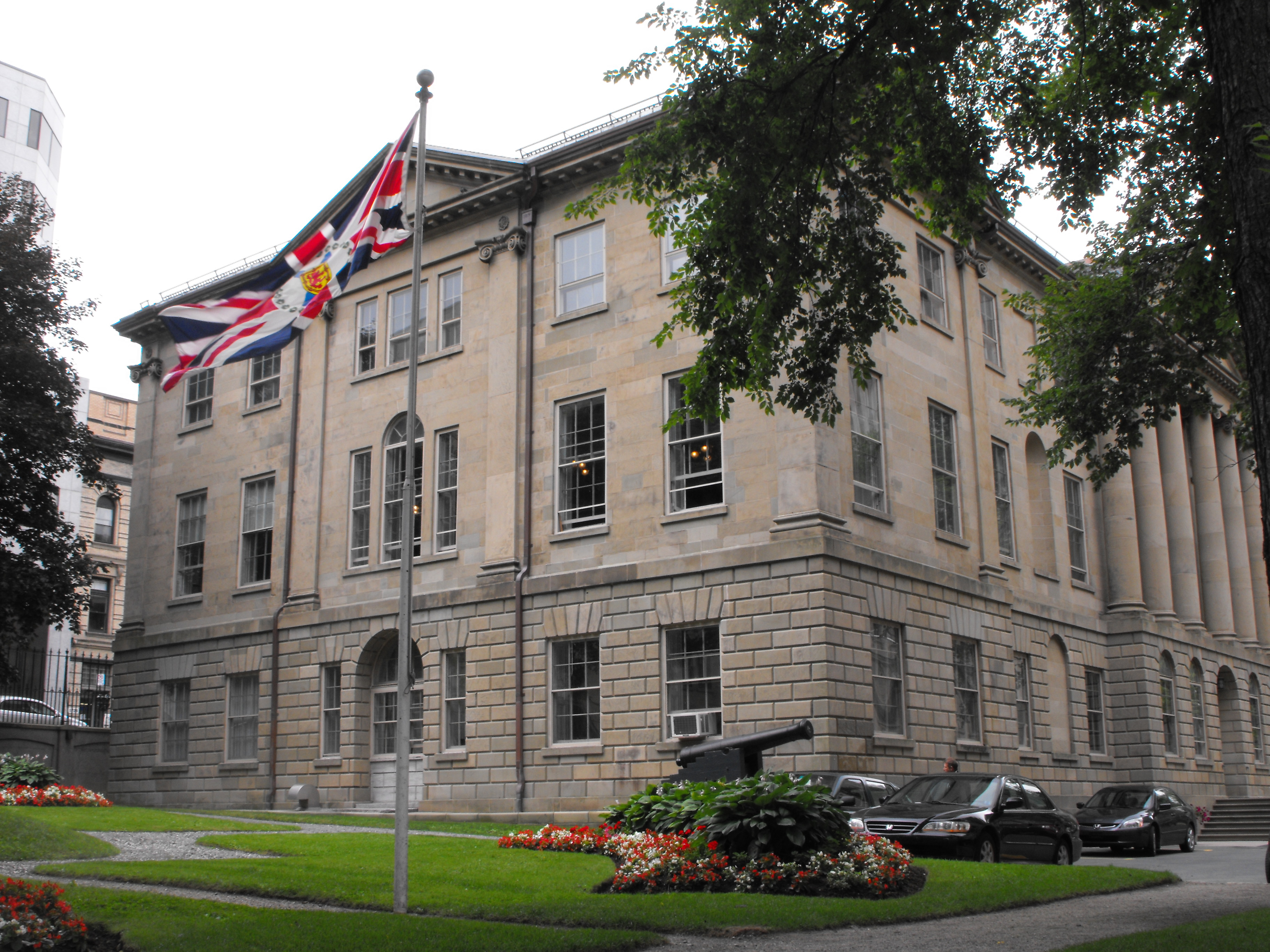
Casa de Adunare din Noua Scoție
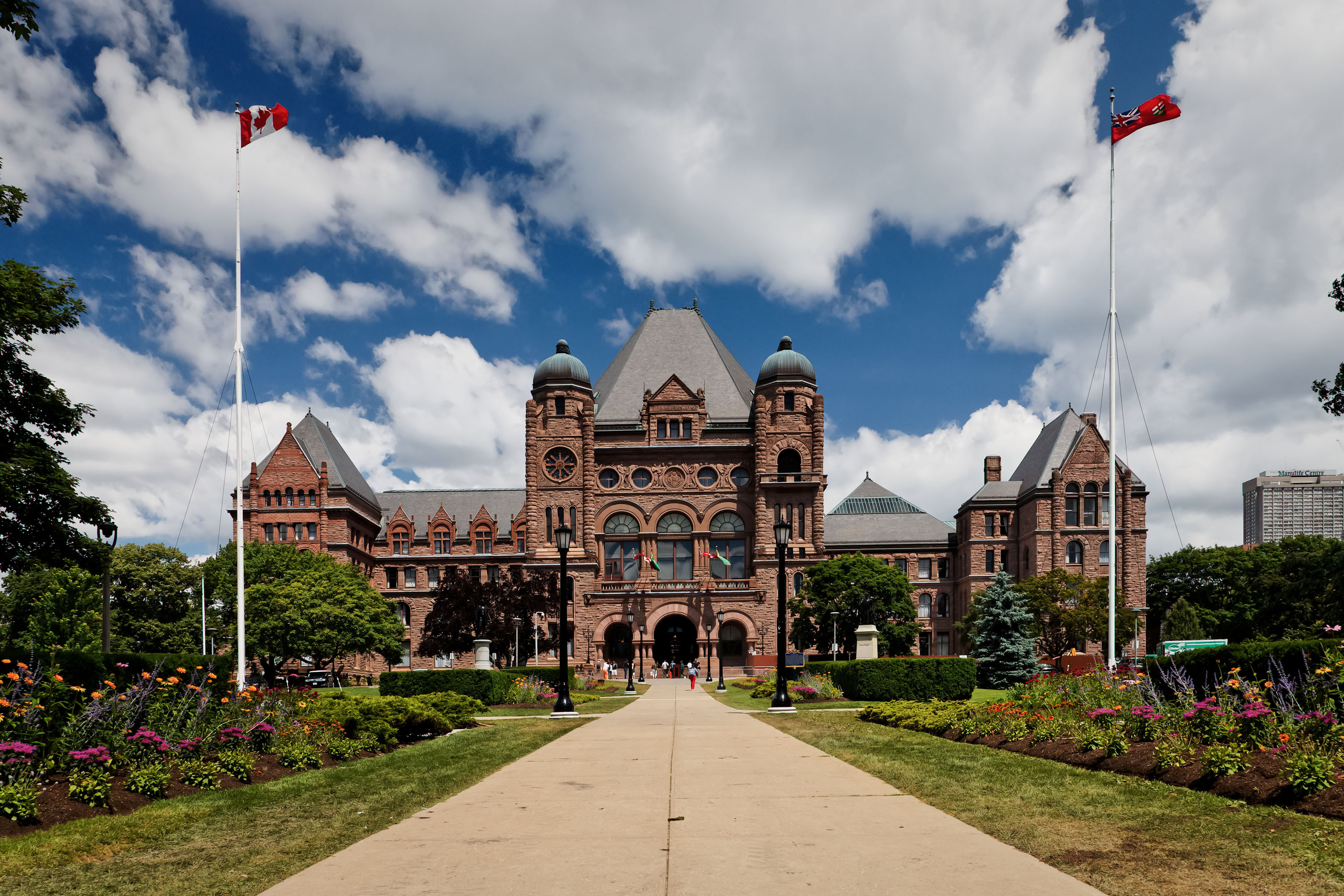
Adunare Legislativă din Ontario
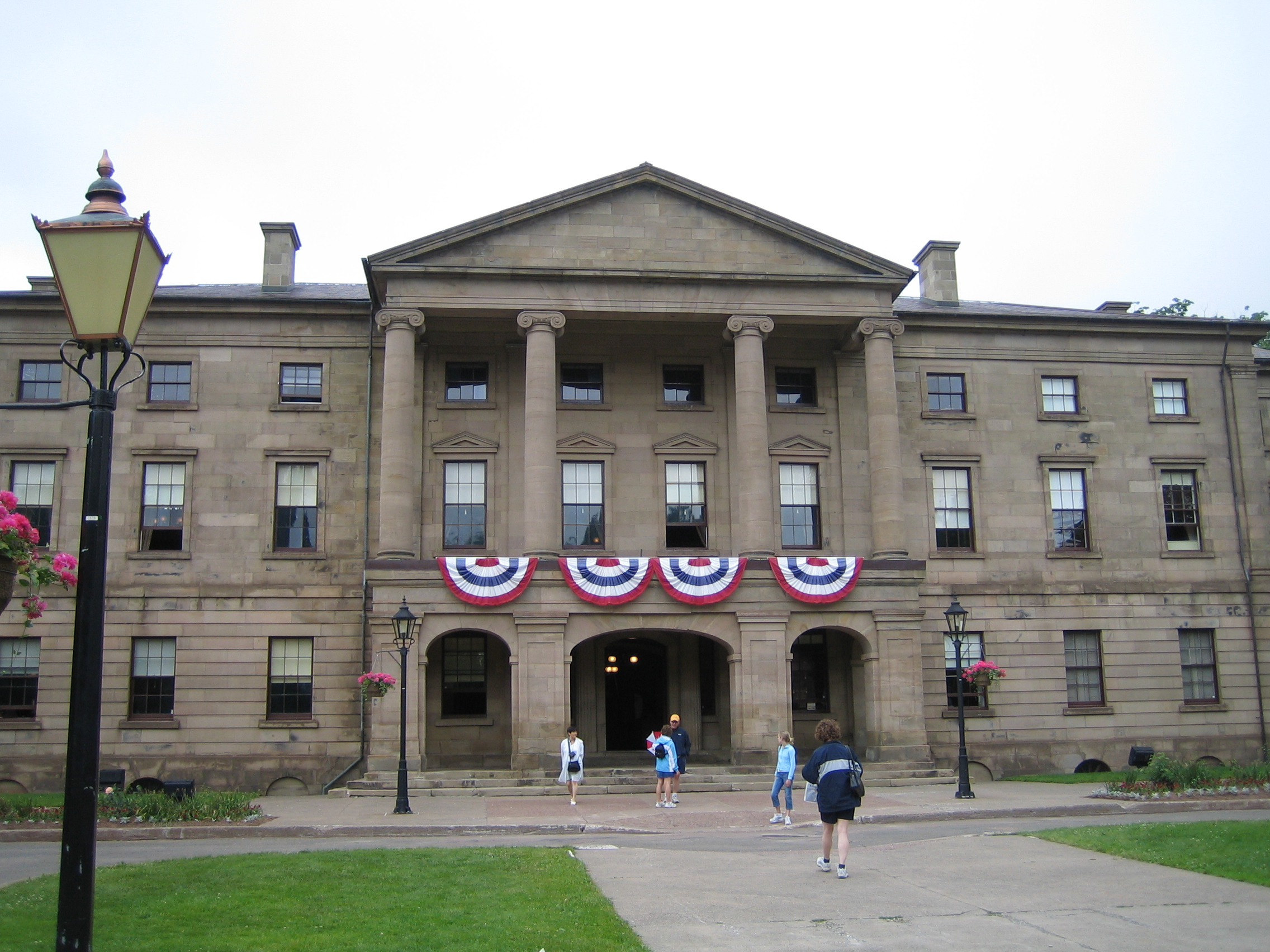
Adunare Legislativă din Insula Prințului Edward
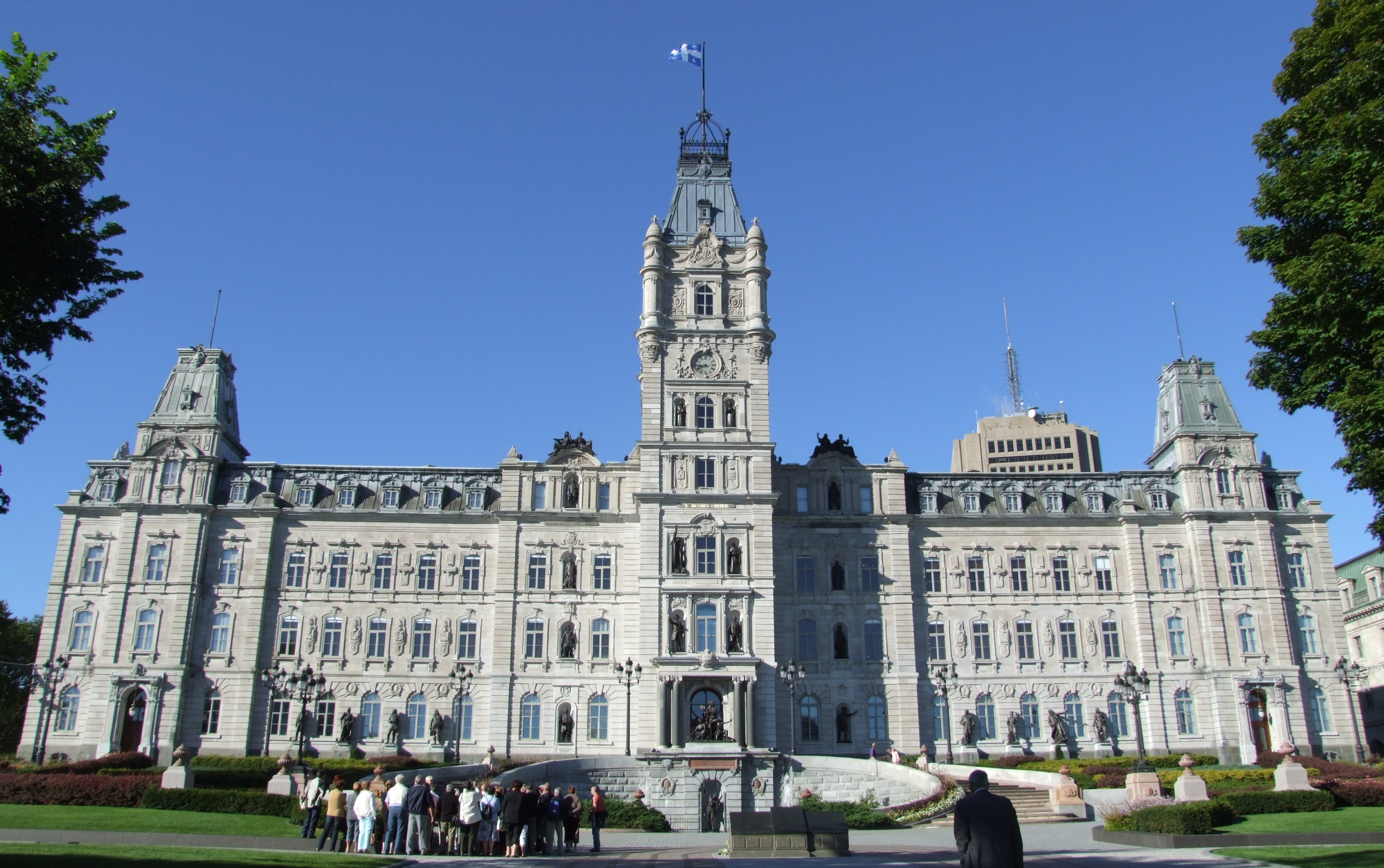
Adunarea Națională din Quebec
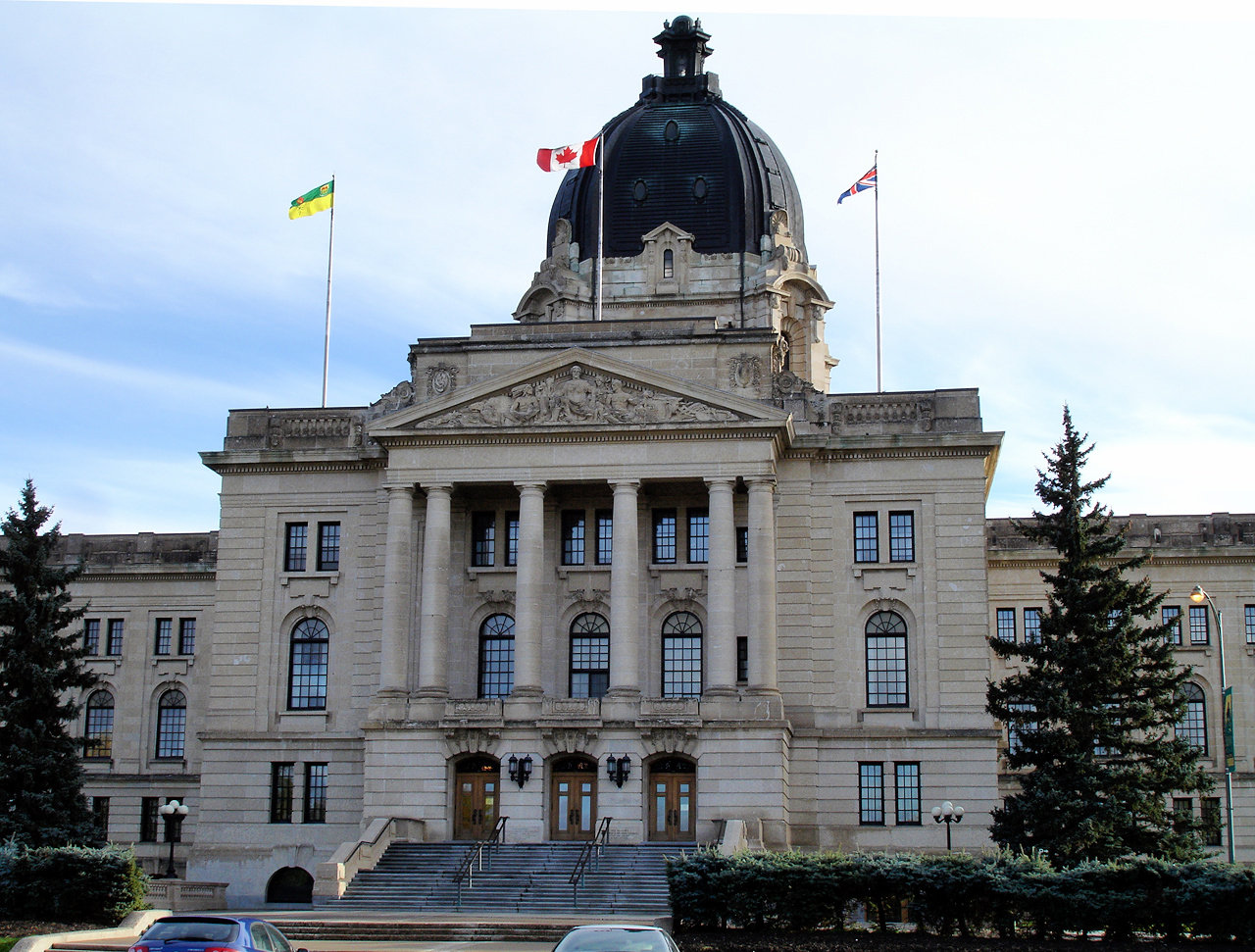
Adunarea Legislativă din Saskatchewan

## Teritorii
| Steag | Stemă | Teritoriu               | Abreviere poștală | Capitală    | Aderare la Confederație | Populație (martie 2011) | Suprafață: uscat (km2) | Suprafață: apă (km2) | Suprafață: total (km2) | Limbi oficiale | Parlamentul federal: deputați | Parlamentul federal: senatori |
| ----- | ----- | ----------------------- | ----------------- | ----------- | ----------------------- | ----------------------- | ---------------------- | -------------------- | ---------------------- | --- | ----------------------------- | ----------------------------- |
|       |       | Teritoriile de Nordvest | NT                | Yellowknife | 15 iulie, 1870          | 41,462                  | 1,183,085              | 163,021              | 1,346,106              | Chipewyan, Cree, engleză, franceză, Gwich’in, Inuinnaqtun, Inuktitut, Inuvialuktun, North Slavey, South Slavey, Tłįchǫ | 1                             | 1                             |
|       |       | Yukon                   | YT                | Whitehorse  | 13 iunie, 1898          | 33,897                  | 474,391                | 8,052                | 482,443                | Engleză Franceză | 1                             | 1                             |
|       |       | Nunavut                 | NU                | Iqaluit     | 1 aprilie, 1999         | 31,906                  | 1,936,113              | 157,077              | 2,093,190              | Inuinnaqtun, Inuktitut, engleză, franceză                                                                              | 1                             | 1                             |

### Capitalele teritoriilor

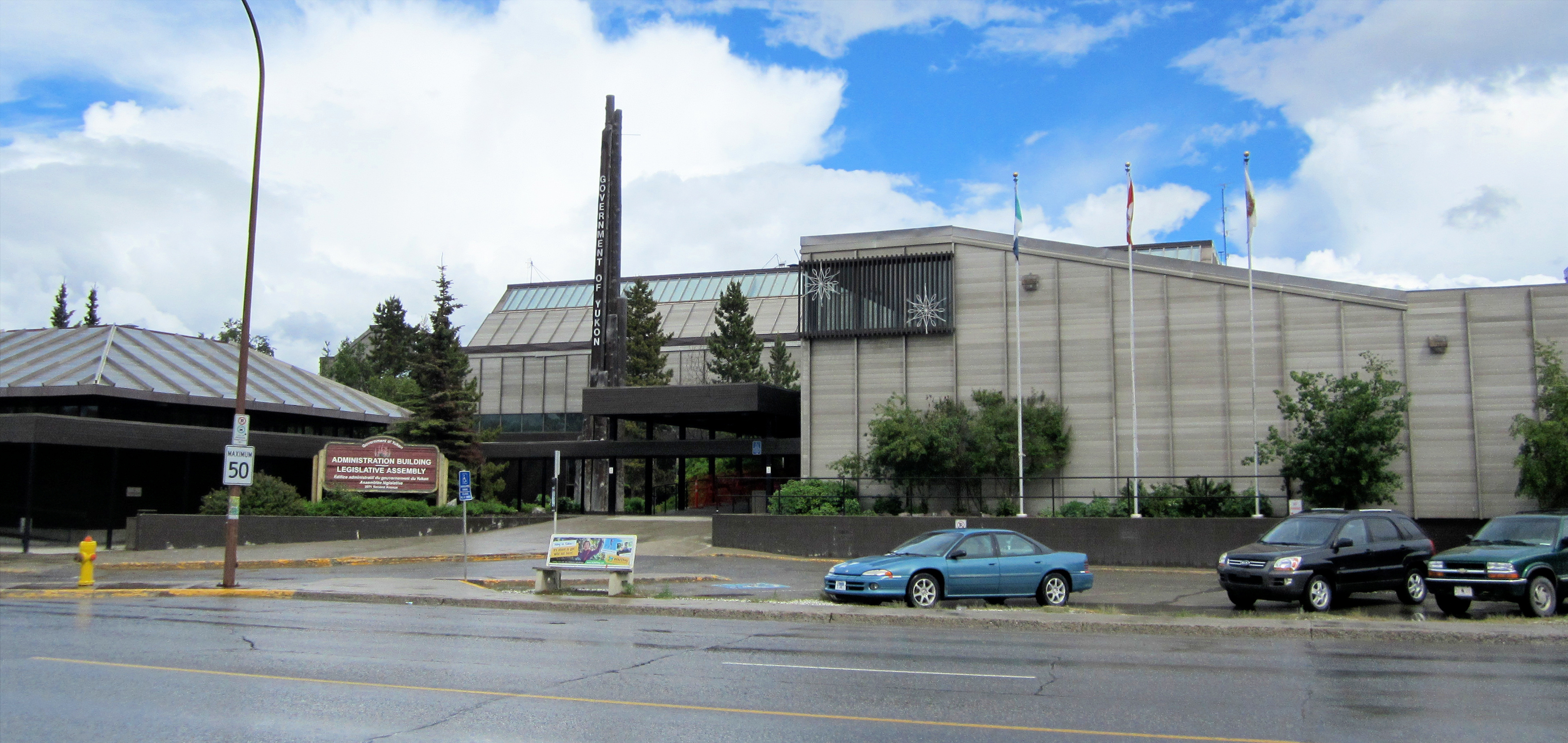
Adunarea Legislativă din Yukon
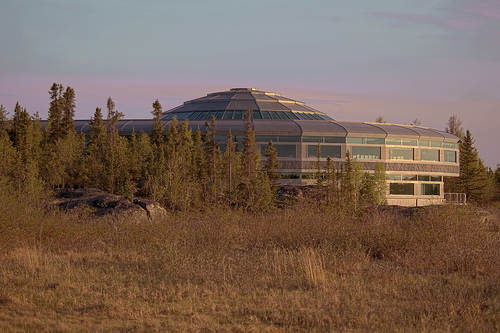
Adunarea Legislativă din Teritoriile de Nordvest
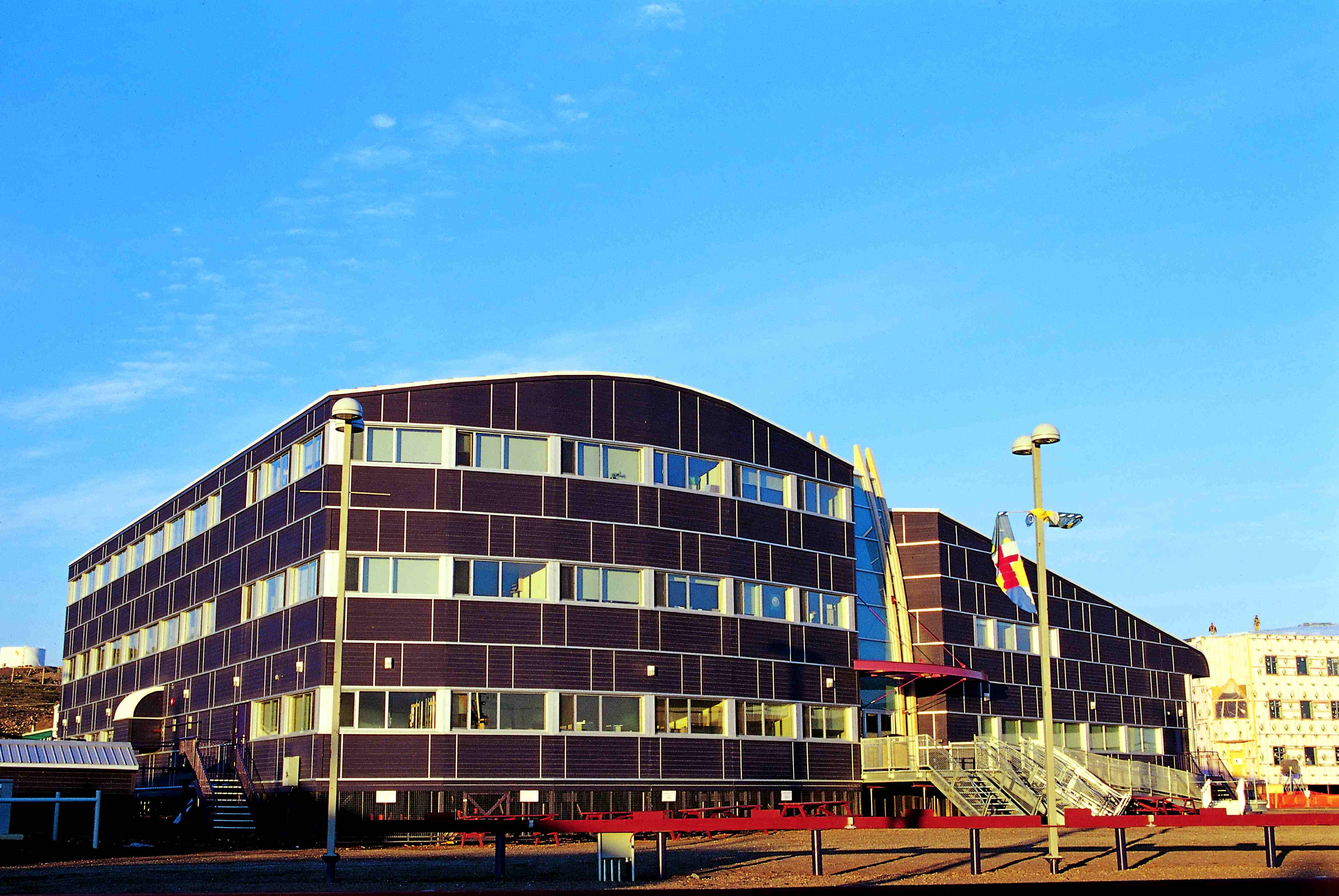
Adunarea Legislativă din Nunavut